# 呂榮
呂氏（？年—？年），字榮，吳郡人，東漢許升之妻。

## 生平
許升喜歡賭博，不理操行，呂榮常親自操家務，奉養婆婆。屢次勸丈夫勤學，每有不好之處呂榮就流着眼淚去勸丈夫。可是許升不肯聽。呂榮的父親積忿疾升於是想讓呂榮改嫁。呂榮就對他的父親說：「這是女兒的命運所致，在道義上，是不能有貳心的！」許升因此事，很是感激，於是到遠方找老師學習，後來成了名。
許升被州官徵召，在壽春被强盜殺害。刺史尹耀逮捕了强盜。呂榮迎喪在路，聽到消息後便到州里，向尹耀請求見那仇人，尹耀同意後，呂榮親手斬强盜頭顱祭祀許升。
後來呂榮所住的地方遭强盜。強盜想侵犯她，呂榮跳牆逃跑，強盜拔刀追她。强盜對呂榮說：「從我則生，不從我則死。」呂榮說：「義理上不能夠用自己清白來受你們的污辱！」强盜聽了大怒，呂榮慘遭殺害。這一天疾風暴雨，雷電晦冥，强盜惶恐叩頭請罪，殯葬了呂榮。另外根據《列女後傳》記載，呂榮在黃巾之亂發生時因揚州黃巾賊將陳寶欲強姦呂榮被阻止並痛罵後，被陳寶怒殺。 

## 延伸阅读
[在维基数据编辑]
 《後漢書·卷84》，出自范晔《後漢書》